# LEGO Dune
LEGO Dune is een LEGO-thema gebaseerd op de Dune-filmfranchise van Warner Bros. Pictures, gebaseerd op het werk van Frank Herbert. Het thema werd voor het eerst onthuld op 24 oktober 2023 en uitgebracht op 1 februari 2024.

## Geschiedenis
Op 24 oktober 2023 kondigde de LEGO Group een set aan, gebaseerd op de ornithopter die voorkomt in de film Dune uit 2021. De set is gericht op een publiek van 18 jaar en ouder. De eerste set met de naam LEGO Icons Dune Atreides Royal Ornithopter en 1369 bouwstenen werd uitgebracht op 1 februari 2024.

## Overzicht Bouwsets
| Naam                                       | Setnummer | Minifiguren |
| ------------------------------------------ | --------- | --- |
| LEGO Icons Dune Atreides Royal Ornithopter | 10327     | Paul Atreides, Lady Jessica, Gurney Halleck, Chani, Leto Atreides I, Liet Kynes, Duncan Idaho, Vladimir Harkonnen |